# Московский университет (танкер)
«Московский университет» — танкер класса «Москва», принадлежащий компании Новороссийское морское пароходство. По размеру относится к типу афрамакс.

## Захват пиратами и освобождение
5 мая 2010 года танкер был захвачен сомалийскими пиратами в 350 милях от берега к востоку от Аденского залива. Корабль перевозил 86 тыс. тонн сырой нефти. Большой противолодочный корабль «Маршал Шапошников» освободил танкер от пиратов 6 мая. В результате операции морской пехоты 1 пират был убит и 10 — захвачено в плен. В июле 2010 года 16 моряков, участвовавших в освобождении танкера, получили государственные награды.
Из-за несовершенства международной нормативно-правовой базы по согласованию с властями РФ пленные были отпущены. Российские военные посадили их в лодку, оборудованную радиомаяком, а спустя час сигнал его пропал с экрана радара. Это дало повод утверждать представителю Министерства обороны РФ, что «пираты, захватившие танкер „Московский университет“, не смогли добраться до берега, и, видимо, все погибли». В то же время в ряде СМИ эта информация подвергается сомнению и высказывается предположение, что пленные пираты были расстреляны.